# HD 28271
HD 28271，又名BD+30 665，SAO 57249、HR 1406，是一颗恒星，视星等为6.4，位于銀經168.85，銀緯-12.53，其B1900.0坐标为赤經4h 22m 33s，赤緯+30° -12.53′ 22″。